# René Greisch
René Greisch (Stockem, 18 februari 1929 - Luik, 12 juli 2000) was een Belgisch architect en burgerlijk bouwkundig ingenieur.

## Biografie
Greisch studeerde in 1951 af als burgerlijk en stedebouwkundig ingenieur en in 1955 als civiel architect aan de Universiteit van Luik. Hij richtte in 1959 het ingenieursbureau Greisch op. In 1989 ontving hij de Gustave Magnel-medaille.

## Projecten
Enkele projecten die René Greisch of het bureau Greisch realiseerde:
- 1974-1978: Viaduct van Vilvoorde (1700 meter) op de Brusselse Ring
- 1975-1979: Viaduct in Sécheval (340 meter), over de autosnelweg E25.
- 1980: Viaduct van Remouchamps (939 meter) langs de autosnelweg E25.
- 1980-1982: Brug bij Ternaaien (232 meter) over het Albertkanaal.
- 1981-1985: Brug van Hermalle (183 meter) over het Albertkanaal bij Hermalle-sous-Argenteau.
- 1989: Brug van Wandre (408 meter), over het Albertkanaal en de Maas, in Herstal.
- 1989-1993: Viaduct van de Eau Rouge (652 meter), over de Eau Rouge in Malmedy.
- 1990: Brug van Milsaucy over het Albertkanaal in Luik.
- 2003: Hoge Brug (261 meter), over de Maas, bij Maastricht.
- 2010: Noordbrug, over de Leie in Kortrijk.